# Logitech
Logitech International S.A. ([ˈlɒdʒɪtɛk]) ist ein international tätiger Computerzubehör-Hersteller mit Sitz in Apples in der Schweiz und operativer Hauptzentrale in Newark im US-Bundesstaat Kalifornien. Die bekanntesten Produkte sind Computermäuse und Tastaturen.
Das Unternehmen entwickelt und verkauft Peripheriegeräte für PC-Steuerung, Videokommunikation, Musik sowie Smart Homes. Diese umfassen unter anderem Produkte wie Tastaturen, Computermäuse, Zubehör für Tablets, Webcams, Bluetooth-Lautsprecher, universelle Fernbedienungen und mehr. Der Name Logitech basiert auf dem französischen Wort für Software (logiciel), da das Unternehmen ursprünglich ebensolche herstellen wollte.

## Geschichte

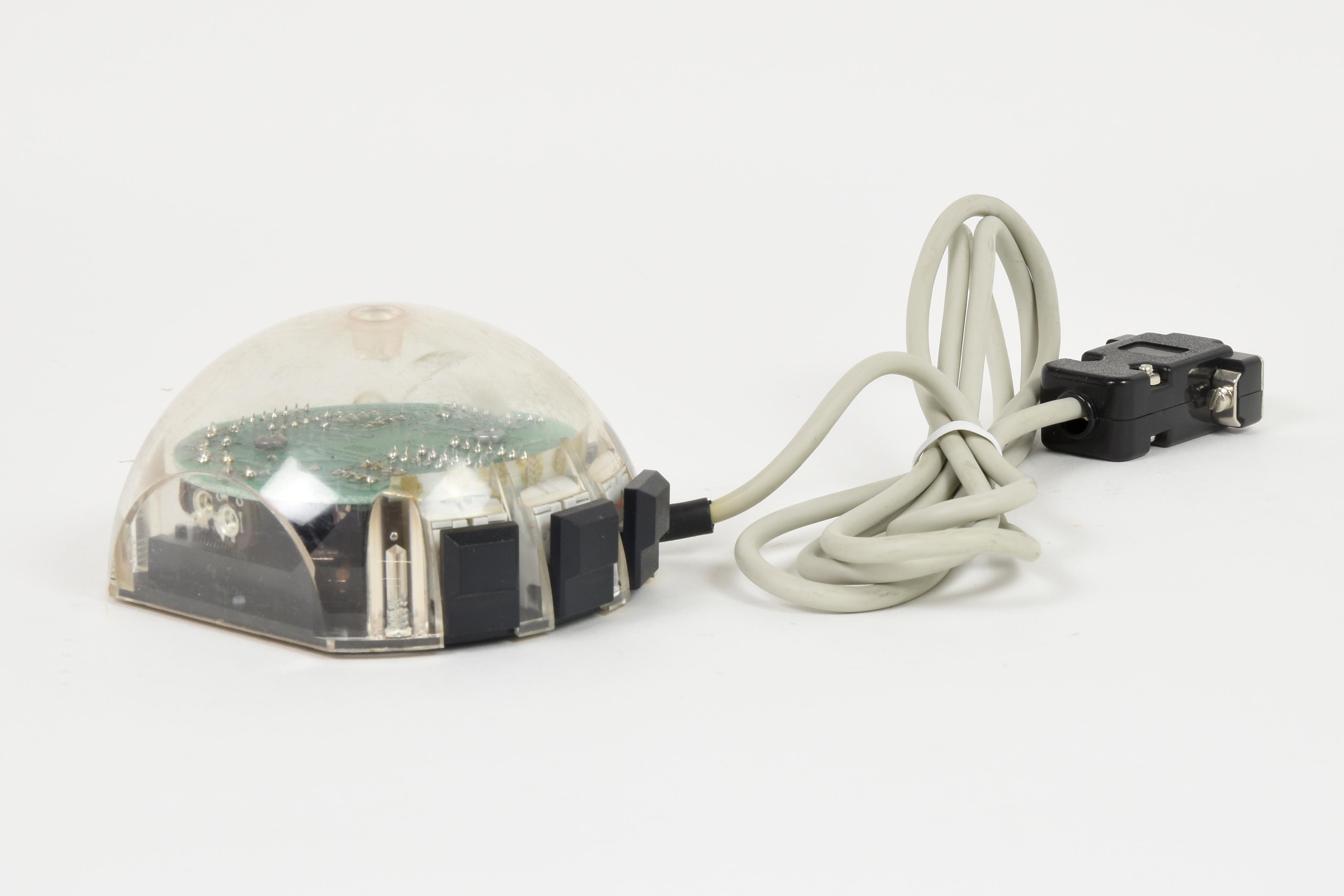
Logitech P4, eine der ersten im Handel erhältlichen Computermäuse

Logitech wurde 1981 von dem Schweizer Daniel Borel sowie Pierluigi Zappacosta und Giacomo Marini auf einem Bauernhof im schweizerischen Apples gegründet. Borel und Zappacosta hatten sich beim Studium an der Stanford University kennengelernt, der ehemalige Olivetti-Ingenieur Marini stieß durch einen ersten Auftrag dazu.
1982 stellte das Unternehmen mit der P4 die erste serielle Maus her. In der darin verwendeten Abtast-Technologie wurden optische Messgeber mit mechanischen Rollen kombiniert, was die Präzision verbesserte. Statt des Rades, das in den von Douglas C. Engelbart entwickelten ersten Computermäusen genutzt wurde, verwendete die von Jean-Daniel Nicoud designte P4 eine Kugel, was jahrelang Standard bleiben sollte. Die P4 kostete 299 Dollar.
1985 erschien die LogiMouse C7 mit von René Sommer entwickelter Elektronik, die Strom direkt aus der RS-232-Schnittstelle bezog und keine externe Stromquelle mehr benötigte. Die mit ihr eingeführte Drei-Tasten-Funktion wurde ein Standard in der Branche.
1988 ging Logitech in Genf und Zürich an die Börse. 1991 wurde mit dem Cordless Mouse-Man die erste kabellose Funkmaus und mit der KidzMouse die erste speziell für Kinder entworfene Maus vorgestellt.

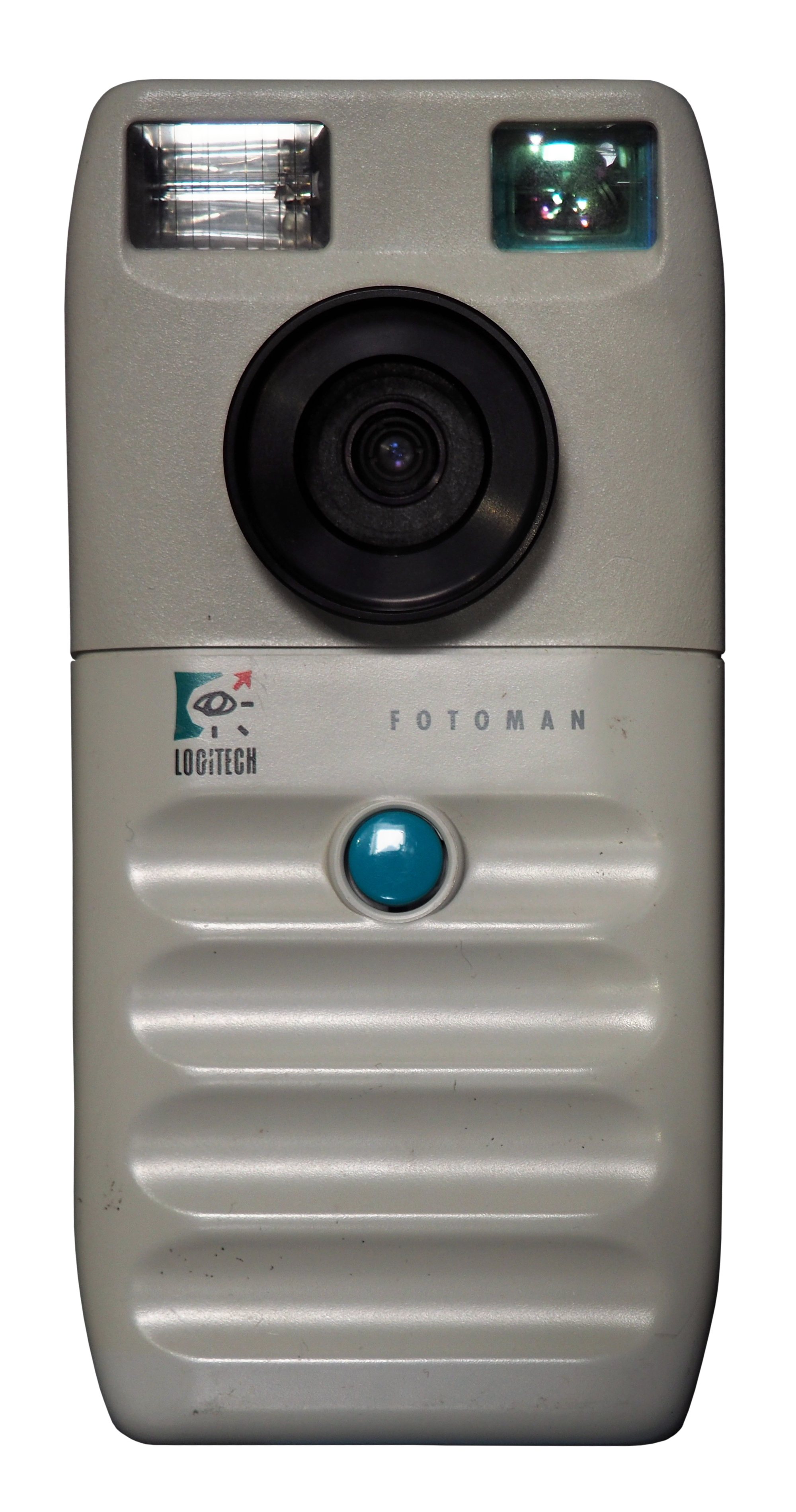
Fotoman FM-1

1991 brachte Logitech mit der Fotoman FM-1 eine der ersten Digitalkameras für 995 USD heraus. Die ursprünglich von Dycom für den US-amerikanischen Markt entwickelte Kamera wurde von Logitech in Lizenz weltweit vertrieben. Sie lieferte 376 × 240 Pixel große Graustufenbilder, die auf einem 1 MB großen Flashspeicher gesichert wurden, hatte noch kein Display und nur eine Taste.
1996 wurde die 100-millionste Maus von Logitech produziert. 1997 erfolgte der Börsengang an die NASDAQ. 1998 kaufte Logitech die QuickCam-Produktreihe von Connectix auf. Im selben Jahr wurde der Italiener Guerrino de Luca, zuvor als Marketingchef bei Apple aktiv, neuer CEO des Unternehmens. Borel zog sich in den Verwaltungsrat zurück, blieb aber größter Logitech-Aktionär. De Luca leitete einen langfristigen Strategiewechsel ein, in dessen Zuge das Unternehmen nicht mehr nur Originalgerätehersteller belieferte, sondern seine Produkte auch selbst in den Handel brachte und sich dort als Premium-Marke positionierte. Außerdem wurde das Logitech-Angebot um Peripheriegeräte und Computerzubehör erweitert.
2004 stellte Logitech mit der MX1000 die weltweit erste Lasermaus vor, die ergonomisch geformt war und glatte Oberflächen deutlich besser abtastete als herkömmliche optische Mäuse. Allerdings war die MX1000 mit 75 Euro vergleichsweise teuer und nur für Rechtshänder geeignet.
Durch das Aufkommen von Smartphones und Tablets – ein Trend, den man bei Logitech verschlafen hatte – schwand ab 2007 der Marktanteil der Personal Computer. Damit geriet das Unternehmen in die Krise: ungefähr 15 Prozent der Angestellten mussten entlassen werden. Eine Neustrukturierung betonte ab 2009 die Bedeutung des Designs und erschloss neue Marktsegmente wie Computerspiele und Smart Home. Unterstützt wurde die Strategie durch weitere Übernahmen von Unternehmen und Marken. Obwohl Logitech zum dreißigsten Geburtstag 2011 eine Reihe von Gewinnwarnungen ausgeben musste, u. a. wegen Managementfehlern und weil eine Zusammenarbeit mit Google TV floppte, schrieb das Unternehmen ab Mitte der 2010er Jahre wieder schwarze Zahlen. 2018 war Logitech vor Apple und Microsoft Weltmarktführer bei Peripheriegeräten.
Ab dem Jahr 2020 profitierte Logitech ganz erheblich von der Corona-Pandemie und der damit einhergehenden Home-Office-Pflicht in vielen Ländern. Plötzlich brauchte jeder ein Headset und eine Kamera für Videotelefonie. Die Aktie des Unternehmens kletterte zeitweise fast auf den dreifachen Wert von vor der Pandemie. Nach dem Ende der Corona-Krise kühlte sich dieses Geschäft wieder spürbar ab.

## Produktion
Die ersten Computermäuse von Logitech wurden in Le Lieu im Kanton Waadt in der Schweiz nahe der französischen Grenze hergestellt. Die Fertigung des ersten Modells, der P4, übernahm der Uhrenhersteller Dubois Dépraz.
Im Laufe der Unternehmensgeschichte wurden Produktionsstätten in den USA, Taiwan, Ungarn und Irland errichtet, bevor die Produktion nach Suzhou in China verlagert wurde. Im Jahr 2005 stellten die Produktionsstätten in China rund die Hälfte der Produkte von Logitech her. Die übrige Produktion ist in andere Teile Asiens ausgelagert, wo die Produktion von Auftragsfertigern und durch Original Design Manufacturer (ODM) übernommen wird.

## Produkte

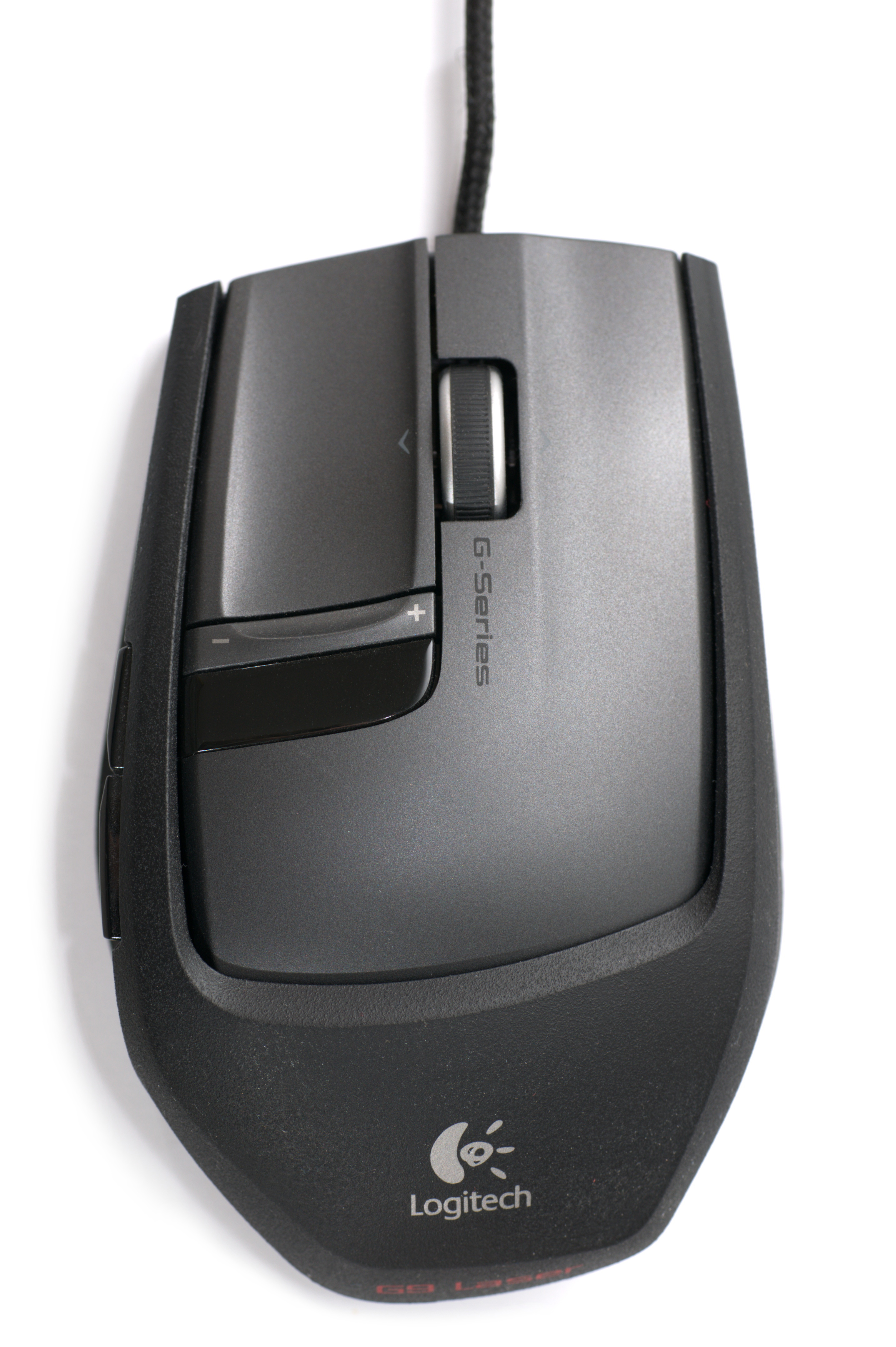
Logitech-Maus (G9)

Logitech stellt Peripheriegeräte und Computerzubehör für den Weltmarkt her, beispielsweise Mäuse, Tastaturen, Lautsprecher, Headsets, Webcams, Joysticks, Lenkräder und Fernbedienungen. 2004 brachten sie mit der MX 1000 die weltweit erste Lasermaus auf den Markt.
Im Jahr 2010 wurde ein Umsatz von 2,363 Milliarden US-Dollar erwirtschaftet. Das Unternehmen ist an der SIX Swiss Exchange kotiert und seit 1997 an der NASDAQ gelistet.

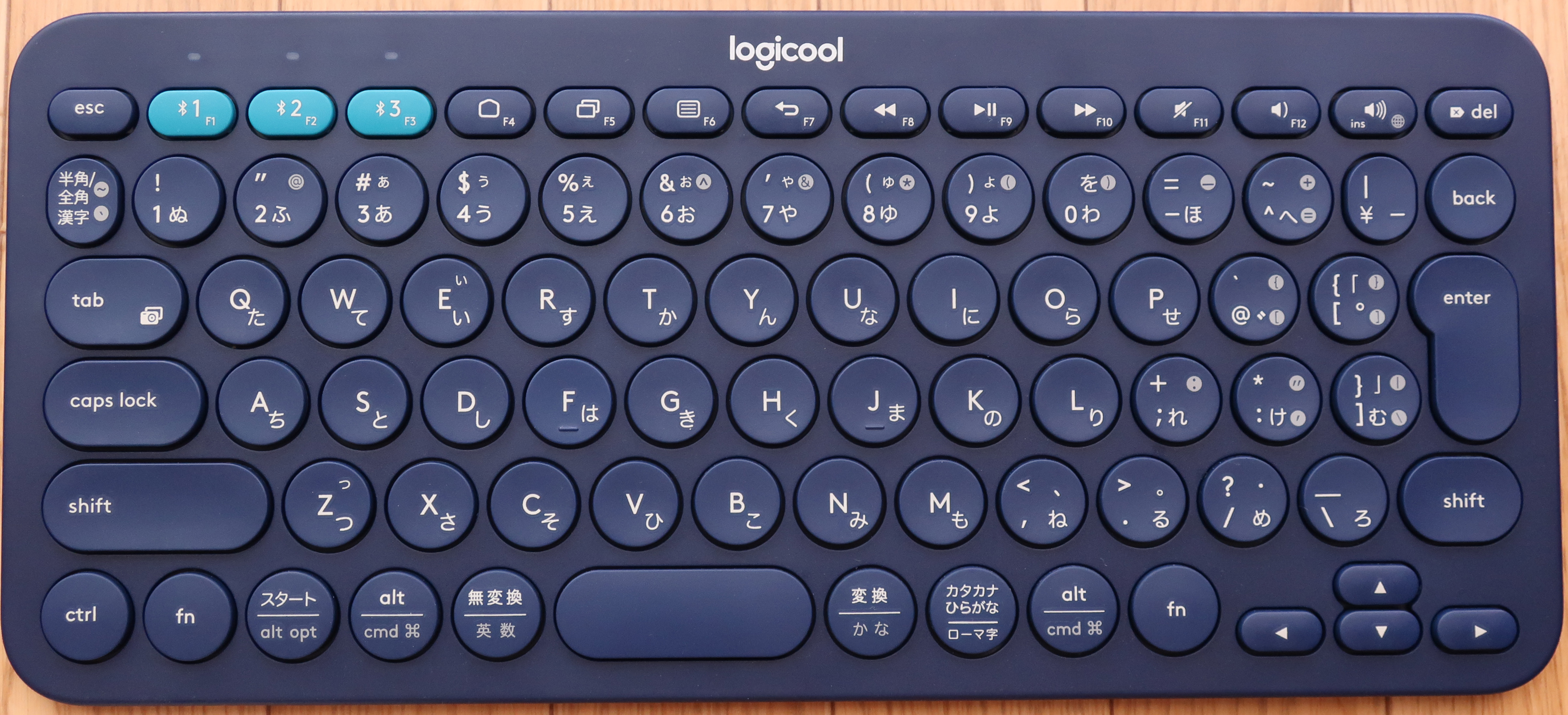
Logicool Bluetooth-Tastatur mit japanischer Tastaturbelegung

In Japan werden die Produkte unter dem Namen Logicool vertrieben, um Verwechslungen zu vermeiden, da in Japan die 1982 gegründete Logitec (ohne h) existiert, welche ebenfalls mit Computerzubehör handelt, jedoch 1974 den Namen hat eintragen lassen.

### Produktlinien
- Logitech – weltweit (außer in Japan; dort als Logicool bekannt): PC-Peripherie, Fernbedienungen, Sicherheitskameras, Computermäuse, Tastaturen, Webcams, Lautsprecher, Smartphone- und Tabletzubehör sowie -hüllen.
- Logitech Videokonferenzsystem (beinhaltet das gesamte B2B-Equipment für Videokonferenzen).
- Logitech MX – Flaggschiff in Computerzubehör (Mäuse und Tastaturen).
- Logitech C – Webcams für Computer (Kameras).
- Logitech G – Gamingzubehör.
- Ultimate Ears – Ohrhörer mit In-Ear-Monitoring-System, kabellose Bluetooth-Lautsprecher und Kopfhörer.
- Jaybird – kabellose Bluetooth-Ohrhörer.
- Slim Devices – Marke für Audiogeräte.
- Saitek – elektronische Peripheriegeräte (am 15. September 2016 erwarb Logitech die Marke vom chinesischen Unternehmen Mad Catz Interactive).
- Logitech Harmony – programmierbare Fernbedienungen. (Die Produktion wurde im April 2021 eingestellt)[24]
- Logitech F – kabelgebundene und kabellose Gamepads und Controller.

Produktbeispiele
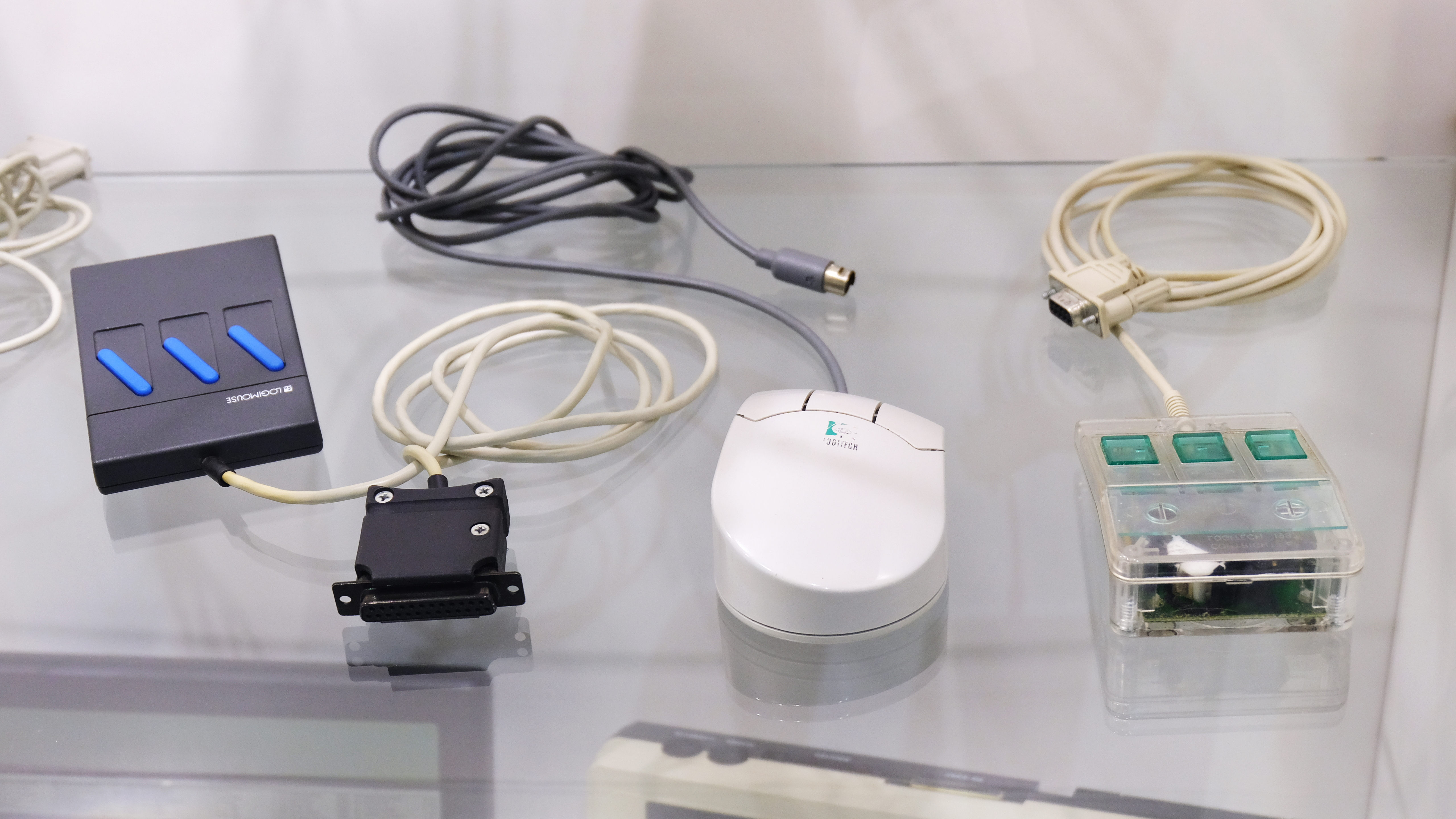
Logitech-Mäuse im Enter Museum
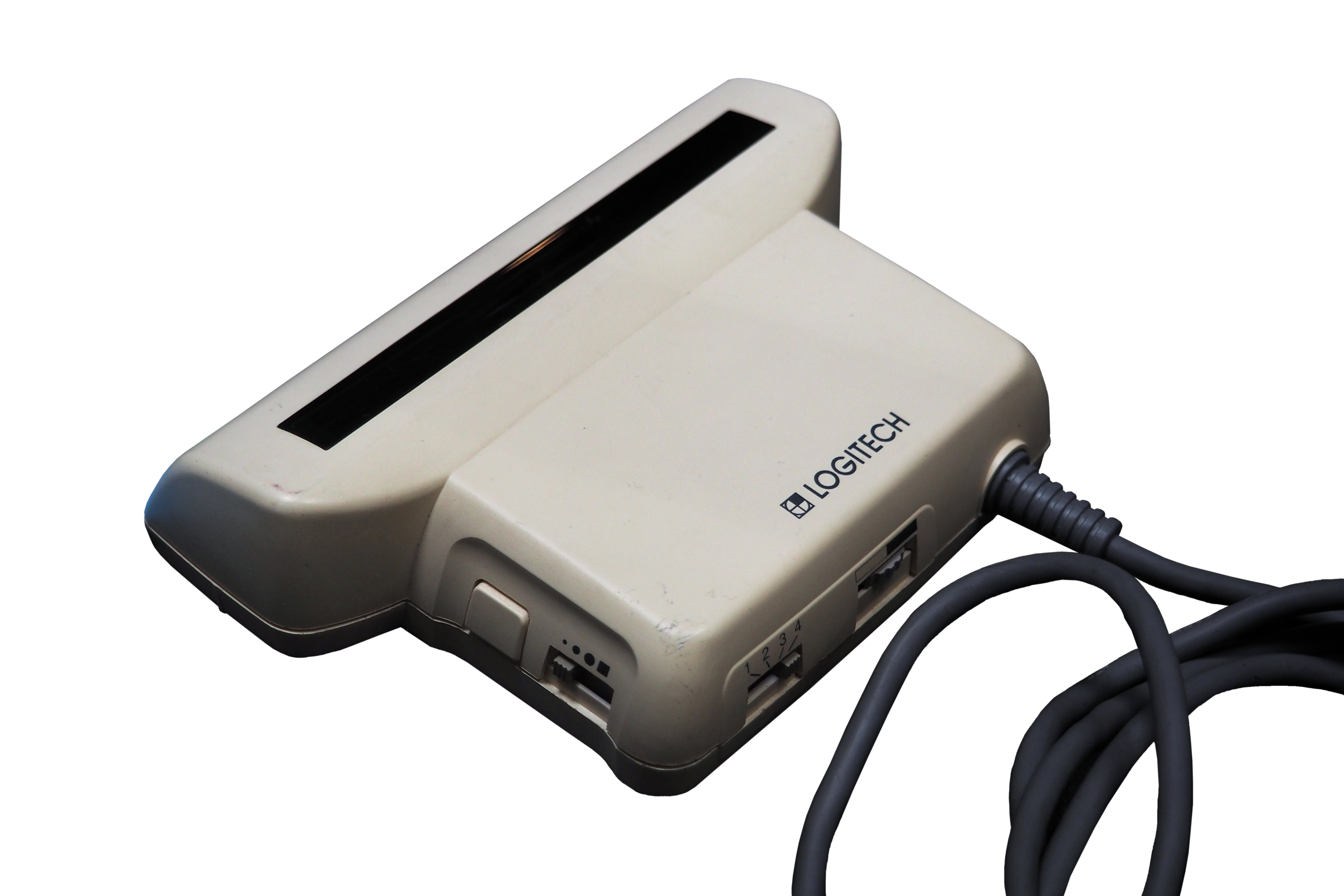
Handscanner der 1990er Jahre
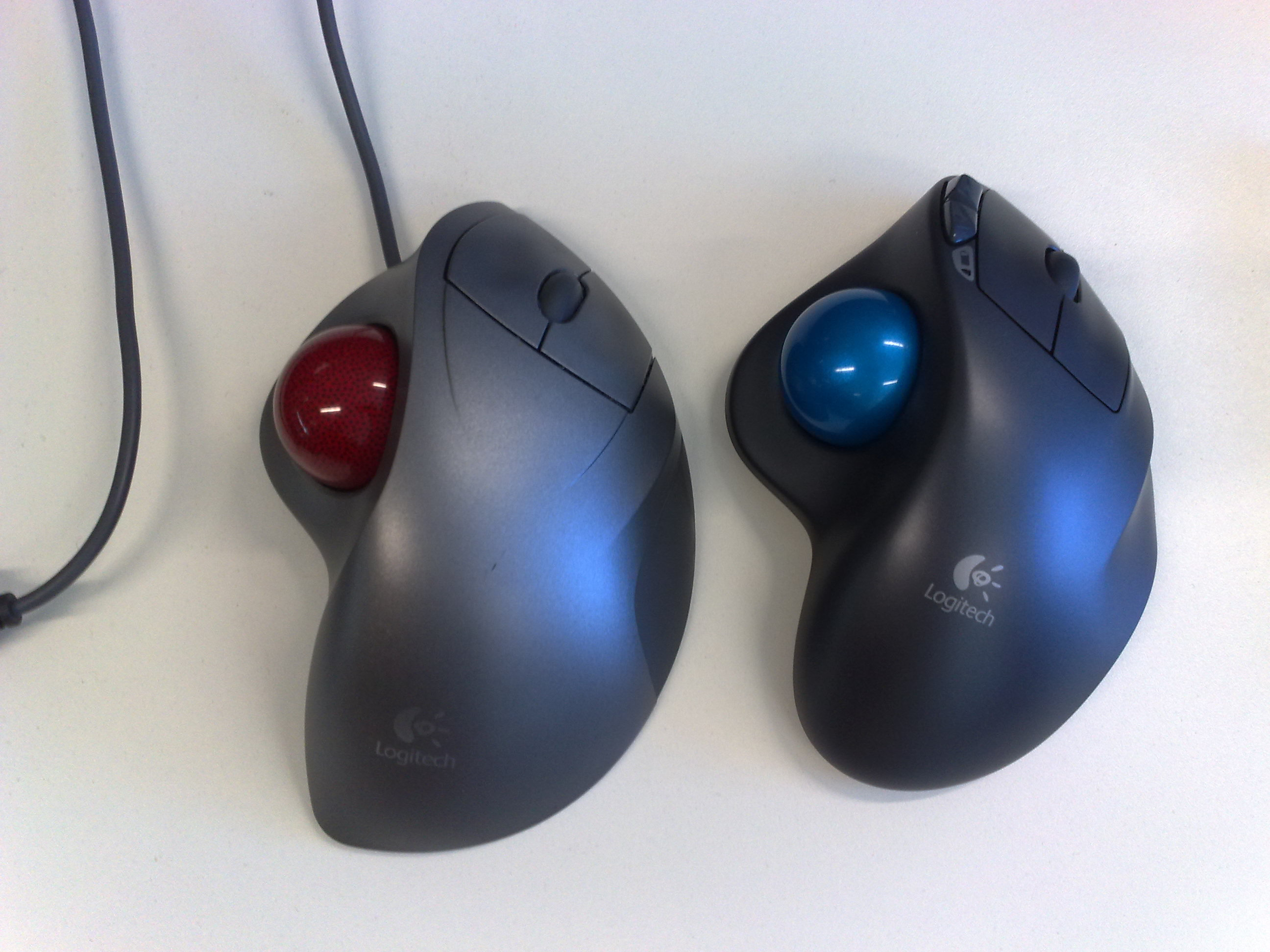
Logitech-Trackballs
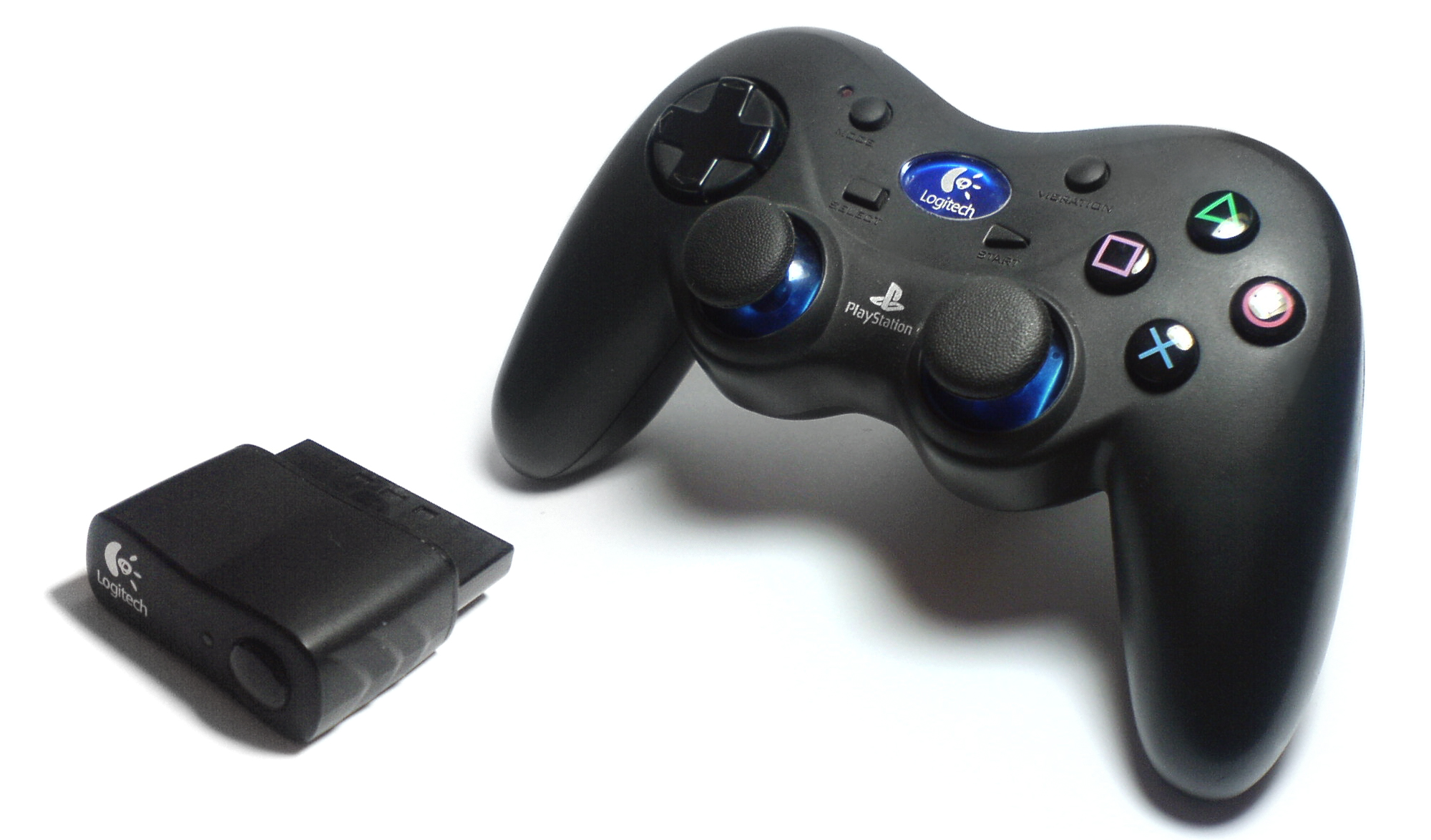
Logitech Cordless Action Controller für die PlayStation 2
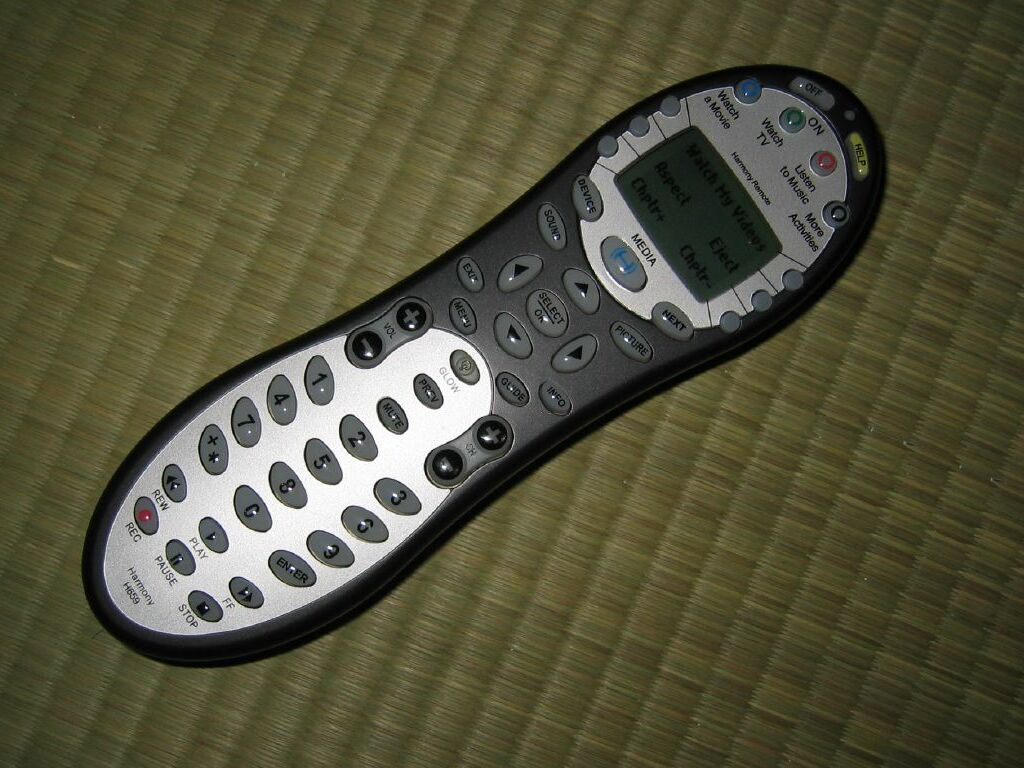
Logitech-Harmony-659-Fernbedienung
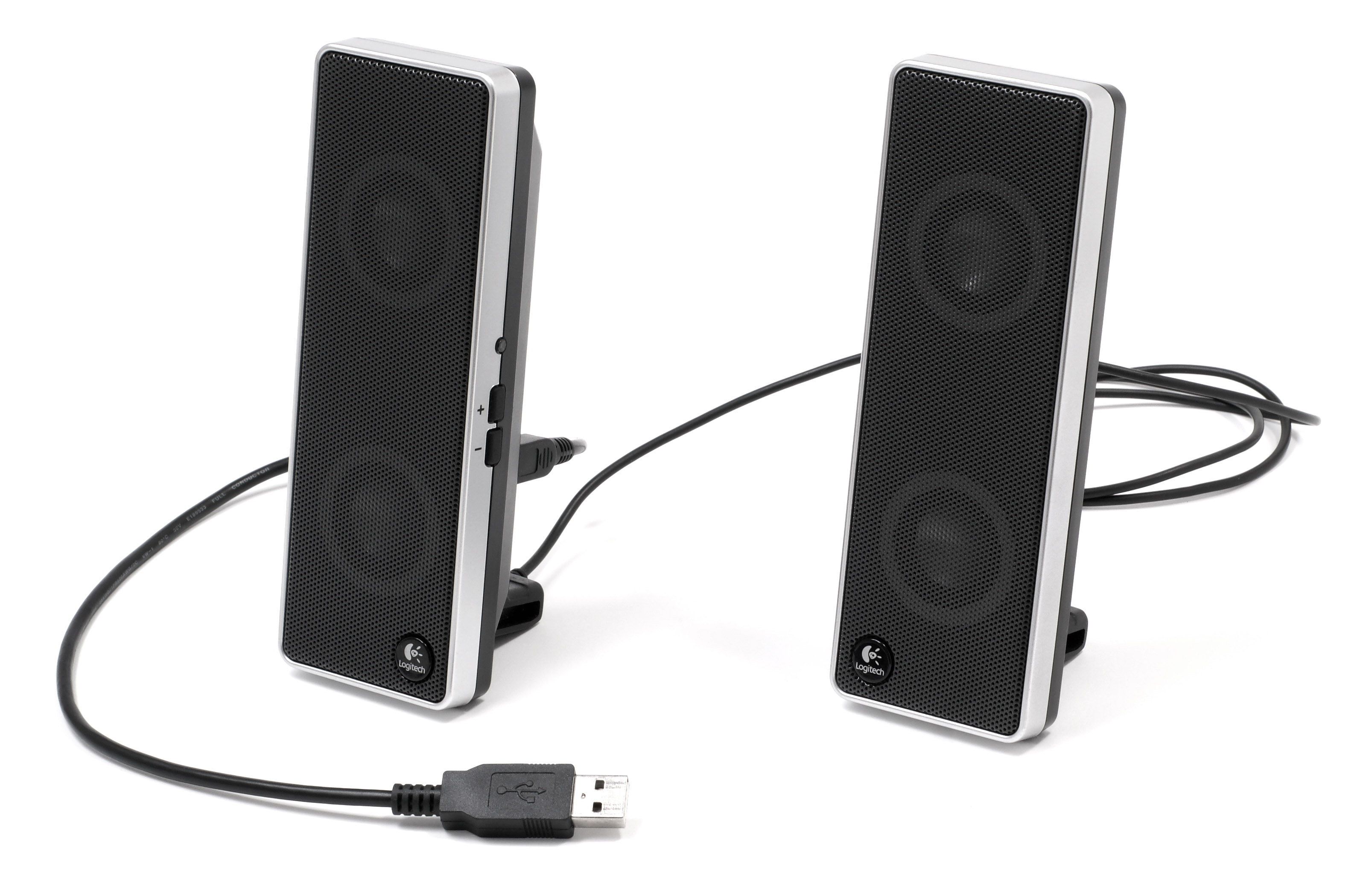
USB-Lautsprecher
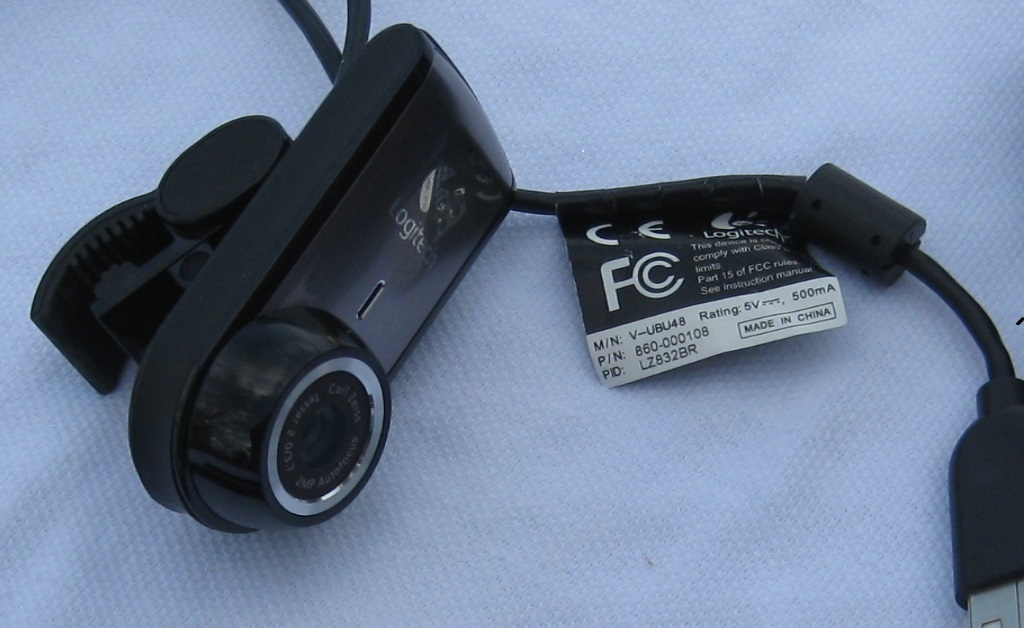
Logitech-Webcam
Logitech PowerPlay

### Unifying Receiver

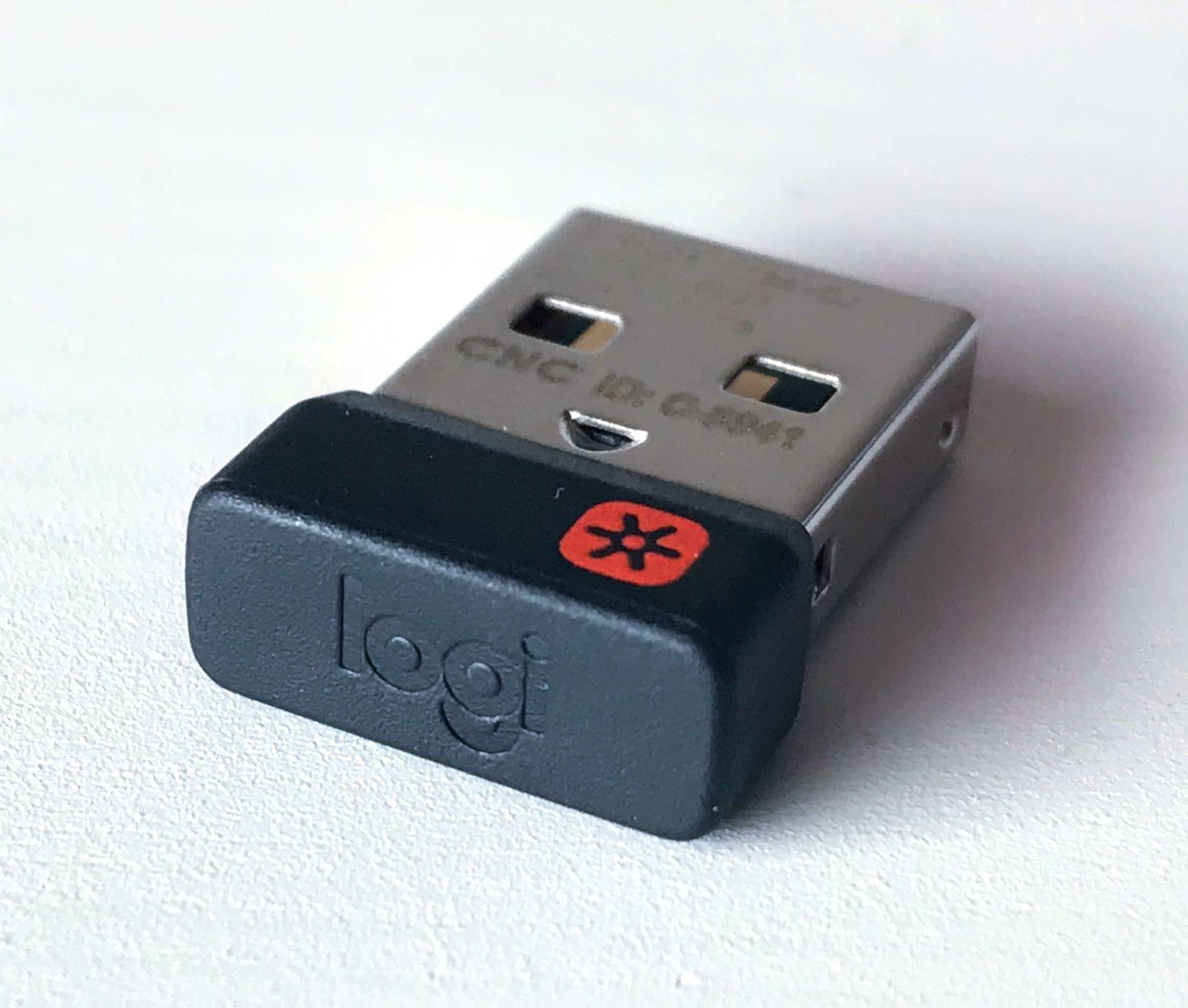
Unifying Receiver von Logitech

Unter dem Markennamen Unifying Receiver bietet Logitech ein kabelloses Datenübertragungsverfahren an, das dazu dient, verschiedene Typen von Eingabegeräten des Herstellers, wie Mäuse, Tastaturen oder Touchpads drahtlos über die USB-Schnittstelle mit dem PC zu verbinden. Das Verfahren arbeitet, wie auch Bluetooth, im 2,4 GHz-ISM-Band, ist aber zu Bluetooth inkompatibel.
Mit einem Unifying Receiver, der an einen freien USB-Anschluss am PC angesteckt wird, können bis zu sechs verschiedene drahtlose und im Regelfall batteriebetriebene Eingabegeräte wie Tastaturen oder Mäuse verbunden werden. An einem Unifying Receiver gebundene Eingabegeräte können auch mit spezieller Software gelöst und bei Bedarf an andere Unifying Receiver gebunden werden – ein Peripheriegerät kann aber zu einem Zeitpunkt immer nur mit einem Unifying Receiver aktiv verbunden sein. Als Hardwareplattform werden intern, je nach Version des Unifying Receiver, zwei verschiedene Chips eingesetzt: Entweder der Chip nRF24L von Nordic Semiconductor oder ein Chip aus der Serie TI-CC254X von Texas Instruments.
Die Software für die Konfiguration des Unifying Receiver wird offiziell nur für Windows und macOS angeboten. Auch für freie Betriebssysteme wie Linux gibt es Programme wie Solaar, welche wesentliche Funktionen wie die Anbindung und Trennung von Eingabegeräten an den Unifying Receiver erlauben.
Die Unifying Receiver können auch einzeln im Fachhandel erworben werden, beispielsweise als Ersatz, wenn bei einer drahtlosen Tastatur oder Maus der mitgelieferte Unifying Receiver verloren gegangen ist. Die Funkreichweite beträgt im Freien etwa 10 m, kann aber durch Verwendung von Richtantennen ausgeweitet werden. Ein Umstand, der vor allem bei möglichen Angriffen auf die Funkübertragung von Bedeutung ist.
Des Weiteren gibt es bei manchen drahtlosen Produkten von Logitech die Besonderheit, dass sich diese Geräte nur maximal 45 Mal mit einem Unifying Receiver neu verbinden lassen. Wird diese Anzahl überschritten, beispielsweise durch regelmässigen Wechsel eines Peripheriegerätes zwischen zwei Rechnern mit jeweils eigenem Unifying Receiver, ist eine Neuanmeldung nicht mehr möglich.

### Sicherheitsprobleme
Die Funkübertragung erfolgt je nach Gerät entweder unverschlüsselt, die Klartextübertragung ist bei Mäusen üblich, oder mit dem Advanced Encryption Standard (AES) mit 128 Bit Schlüssellänge verschlüsselt, wie es bei drahtlosen Tastaturen üblich ist. Allerdings werden auch bei Tastaturen nicht alle Tastencodes verschlüsselt übertragen. So werden die Codes der Multimedia-Tasten wie zur Steuerung der Lautstärke und auch die bei manchen Tastaturen integrierten Touch-Pads unverschlüsselt übertragen. Der für die Verschlüsselung nötige, geheime Schlüssel wird im Rahmen der erstmaligen Bindung zwischen dem Unifying Receiver und dem Peripheriegerät zufällig ausgewählt, einmalig über die Funkschnittstelle übertragen, und bleibt, so lange die Bindung des Peripheriegerätes an einen bestimmten Unifying Receiver besteht, unverändert.
Im Jahr 2016 wurde auf der DEFCON 24 bekannt, dass neben verschiedenen anderen Funkübertragungsverfahren auch der Unifying-Receiver unter Schwachstellen wie MouseJack leidet. Mit den öffentlich aufgedeckten Sicherheitsproblemen ist unter anderem die Injektion von unverschlüsselten aber ausgewerteten Tastenanschlägen oder die nicht erlaubte Neuanmeldung eines speziellen Peripheriegerätes basierend auf einem Software Defined Radio (SDR) mit GNU Radio an einen Unifying Receiver in der Umgebung möglich. Als Reaktion wurde von Logitech eine korrigierte Firmware zur Verfügung gestellt, welche der Anwender in seine Unifying Receiver programmieren kann.
Das Computermagazin c’t legte im Juli 2019 Informationen des IT-Sicherheitsexperten Marcus Mengs offen, wonach die Unifying Receiver weitere Sicherheitsschwachstellen aufweisen. Betroffen seien alle Produkte seit 2009, die den Unifying Receiver nutzen. Logitech sicherte zu, einige – aber nicht alle – Sicherheitslücken zu schliessen. Diese Entscheidung begründet Logitech mit ansonsten eintretenden Kompatibilitätsproblemen.